# Cravon Gillespie
Cravon Gillepsie (né le 31 juillet 1996 à Pasadena) est un athlète américain, spécialiste des épreuves de sprint.

## Biographie
Le 7 juin 2019, à Austin lors des championnats NCAA, Cravon Gillepsie franchit pour la première fois la barrière des dix secondes sur 100 mètres en parcourant la distance en 9 s 93 (+ 0,8 m/s). La même journée, sur 200 mètres, il porte son record personnel à 19 s 93 (+ 0,8 m/s)

## Palmarès
| Date | Compétition        | Lieu | Résultat | Épreuve   | Temps   |
| ---- | ------------------ | ---- | -------- | --------- | ------- |
| 2019 | Jeux panaméricains | Lima | 3e       | 4 × 100 m | 38 s 79 |

## Records
| Épreuve | Performance | Lieu   | Date        |
| ------- | ----------- | ------ | ----------- |
| 100 m   | 9 s 93      | Austin | 7 juin 2019 |
| 200 m   | 19 s 93     | Austin | 7 juin 2019 |